# Gerstheim
Gerstheim é uma comuna francesa na região administrativa de Grande Leste, no departamento Baixo Reno. Estende-se por uma área de 16,42 km². Em 2010 a comuna tinha 3 502 habitantes (densidade: 213,3 hab./km²).